# 蔡伟杰
蔡伟杰（1989年3月23日—），马来西亚政治人物，人民公正党副宣传主任兼士拉央区部主席，现任雪兰莪州议会万挠州议员。于2018年代表人民公正党为马来西亚雪兰莪州万挠州议员，以23,860多数票首次成为该区州议员。

## 早年生活与教育
蔡伟杰出生于吉隆坡，先后就读于设在文良港的侨南华文小学（SJKC Chiao Nan）和位于鹅唛的中华国民型华文中学（SMJK Chong Hwa）。随后，他在SEGi学院获得工商管理文凭，并在苏格兰阿伯泰邓迪大学（University of Abertay Dundee）取得商业与市场营销学士学位。

## 政治生涯
2008年，蔡伟杰加入人民公正党，积极参与该党青年团（Angkatan Muda Keadilan，AMK）的活动。2021年7月，他接替纳吉旺哈利米（Najwan Halimi）担任雪兰莪州AMK主席，致力于吸引年轻选民并解决青年相关问题。
在2018年雪兰莪州选举中，蔡伟杰以29,946票（76.91%）的高票当选万挠州议员，击败马华公会（MCA）候选人陈文雄（Chan Wun Hoong），后者获得6,086票（15.63%）。2023年，他成功连任，获得39,168票（74.35%），领先国盟（Perikatan Nasional）候选人Rejean Kumar Ratnam的13,510票（25.65%）。
党内角色与贡献
在人民公正党内蔡伟杰担任副宣传主任，负责战略沟通和公共参与，表达党在各类国家议题上的立场，并回应反对派言论。他积极倡导青年参与政治，强调吸引年轻选民和解决他们关切的重要性，突显公正党在青年事务上的经验与承诺。
立法倡议
作为万挠州议员，蔡伟杰专注于当地发展项目、基础设施改善和社区福利计划。他积极解决选民关切，促进州政府与地方社区的对话，倡导更好的公共设施、教育机会和经济发展。
个人生活
蔡伟杰以平易近人和对公共服务的奉献精神著称。他的商业和市场营销背景为其政治生涯提供了经济和发展问题的独特视角，助力更好地服务选民。
蔡伟杰继续活跃于马来西亚政坛，代表选民利益，并为公正党和希望联盟的整体目标作出贡献。

## 参与智库工作
除立法职责外，蔡伟杰还担任区域策略研究所（Centre of Regional Strategic Studies，CROSS）执行董事。CROSS是马来西亚的独立智库，进行研究并提供组织和区域战略问题的咨询服务。 （页面存档备份，存于）

## 选举成绩
| 年份 | 选区     | 候选人 | 候选人               | 得票数 | 得票率 | 竞选对手                       | 竞选对手               | 得票数 | 得票率 | 总票数 | 多数票 | 投票率 |
| ---- | -------- | ------ | -------------------- | ------ | ------ | ------------------------------ | ---------------------- | ------ | ------ | ------ | ------ | ------ |
| 2018 | N14 万挠 |        | 蔡伟杰（人民公正党） | 29,946 | 76.91% |                                | 陈运红（马华公会）     | 6,086  | 15.63% | 38,935 | 23,860 | 85.60% |
| 2018 | N14 万挠 |        | 蔡伟杰（人民公正党） | 29,946 | 76.91% | 江德华 ( 伊斯兰党 )            | 2,259                  | 5.80%  |        | 38,935 | 23,860 | 85.60% |
| 2018 | N14 万挠 |        | 蔡伟杰（人民公正党） | 29,946 | 76.91% | 阿兹曼·莫哈末·努尔（独立人士） | 644                    | 1.66%  |        | 38,935 | 23,860 | 85.60% |
| 2023 | N14 万挠 |        | 蔡伟杰（人民公正党） | 39,168 | 74.35% |                                | 拉振古马（土著团结党） | 13,510 | 25.65% | 53,035 | 25,658 | 69.02% |